# سنت سیسیلیا، اندر
سنت سیسیلیا، اندر (به فرانسوی: Sainte-Cécile) یک کمون و نمایندگی کامین در فرانسه است که در اندر واقع شده‌است. سنت سیسیلیا ۹٫۵ کیلومتر مربع مساحت و ۱۰۳ نفر جمعیت دارد و ۱۲۵ متر بالاتر از سطح دریا واقع شده‌است.